# Bone
Bone es una serie de historietas del autor estadounidense Jeff Smith publicada originalmente en 55 números desde 1991 a 2004. La obra fue publicada con una periodicidad irregular debido a que el propio Smith se encargaba de hacerlo a través de la editorial Cartoon Books creada para la ocasión.
El dibujo de Jeff Smith se inspira en dibujos animados y tiras cómicas y está notablemente influenciado por el cómic Pogo de Walt Kelly. Según sus propias palabras: «Era un gran fan de Carl Barks y Pogo, así que lo lógico era hacer una mezcla de Walt Kelly y Moebius.»
Aunque Bone esencialmente no deja de ser un cuento de fantasía también tiene toques de humor, si bien conforme avanza la trama de la serie el tono se vuelve más oscuro. En un artículo de la revista Time se dijo que la serie era «tan absorbente como el Señor de los Anillos pero mucho más divertida.»
Bone ha recibido numerosos premios, entre otros, diez premios Eisner (hasta 2009) y once premios Harvey (hasta 2009). La recopilación en un solo tomo fue incluida por la revista Time en la lista de las diez mejores novelas gráficas de todos los tiempos.

## Argumento
La serie se centra en los Bone. La raza Bone se caracteriza por ser unos seres blancos, calvos y con grandes narices. En el primer número se presenta a los tres primos Bone, el avaro Phoncible P. "Phoney" Bone, el tontorrón Smiley Bone y el arquetípico hombre ordinario Fone Bone, los tres primos son expulsados de Boneville, su ciudad natal, después de que Phoney, al presentarse para ser alcalde de la ciudad, rompiera la estatua de su fundador al promocionar su candidatura. 
Después de cruzar un desierto aparecen en un misterioso valle y acaban separándose debido a una plaga de langostas, cada uno por sus propios medios consigue cruzar el valle perseguidos por rat creatures (mostrorratas en España). Tras cruzarlo se reúnen en una villa llamada Barrelhaven donde son acogidos por una misteriosa chica llamada Thorn y su abuela. Fone Bone se enamora de Thorn al instante e intenta demostrar por todos los medios su amor por ella. Poco a poco van conociendo a otros humanos y a otras criaturas que están amenazadas por Lord of the Locusts (Señor de las Langostas). Los Bone se ven rápidamente inmersos en una heroica aventura para salvar el valle.
Aunque Boneville nunca aparece en la historia, se insinúa que es una ciudad moderna tecnológicamente: Fone habla de su gran centro, Phoney lleva dólares y Smiley habla de la existencia de reactores nucleares y puestos de corn dog. A modo de contraste, el valle se encuentra en un estado medieval tanto por su tradicional estilo de vida como por el uso del trueque en lugar de dinero, armas antiguas o medios de transporte arcaicos. Phoney se refiere a la gente del valle como paletos.

## Publicación

### Publicación enEstados Unidos
La serie comenzó su autopublicación en 1991 desde Cartoon Books. Las ediciones de Cartoon Books tienen la contraportada negra con una única viñeta del cómic que contiene en su interior en el centro de la página.
Tras la publicación de los veinte primeros números, en 1995 Cartoon Books se unió a Image Comics publicando Bone como estudio satélite. Se reimprimieron los veinte primeros números con nuevas portadas y con el logo de Image en la esquina superior izquierda y continuó su publicación normal hasta el número 27 que salió en abril de 1997.
En 1996 Jeff Smith, junto con Charles Vess y Linda Medley, comenzó un tour en coche por las convenciones y tiendas de cómics de Estados Unidos llamado Trilogy Tour durante el cual Jeff Smith decidió volver a publicar Bone en solitario retomando su andadura en el número 28 en agosto de 1997 y continuándola hasta la publicación del número 55 en junio de 2004. Durante ese tiempo también se reimprimirían los números publicados con el logo de Image. El último número se distinguía de los demás por tener en la contraportada una foto en blanco y negro de Jeff Smith dibujando en su estudio la última página de Bone en mayo de 2004 en lugar de la típica viñeta en medio de la página.
Además de los cincuenta y cinco números en formato comic-book, Bone ha sido recopilado en otros formatos:
- Desde junio de 1995 hasta agosto de 2004 Bone fue recopilado en 9 tomos tanto en cartoné como en rústica.[15]
- Los seis primeros números fueron publicados por la revista Disney Adventures durante dos años serializando ocho páginas de Bone en cada número de Disney Adventures desde 1994 hasta 1996.[2] También en esa misma revista se publicó una historia exclusiva para Disney Adventures.[16]
- En 2004 Bone fue publicado en un único tomo de 1332 páginas llamado «One Volume Edition» que fue editado para conmemorar el final de la serie y fue lanzado tanto en rústica como en una edición limitada en cartoné con bordes de hoja dorados y un marca hojas. El tomo, conocido como «Brick» (ladrillo en inglés) por pesar más de dos kilogramos, se agotó rápidamente.[2]
- Desde 2005 a 2009 Scholastic Inc. a través del sello Graphix volvió a recopilar la serie en 9 tomos tanto de tapa dura como de tapa blanda y por primera vez en color[2] de la mano de Steve Hamaker.[17]

### Publicación en España
Bone comenzó su publicación en España de la mano de la editorial asturiana Dude Comics en 1998 en formato comic-book. En marzo de 2006 Astiberri Ediciones anunció que comenzaría la edición de Bone en España a partir de septiembre. En esos momento la edición de Dude Comics iba por el número 46, que sería el último número que se publicaría en ese formato, pese al mensaje publicado por Andrea Parissi (uno de los fundadores de Dude Comics) en el que informaba que la serie acabaría completándose, puesto que los derechos eran ya de Astiberri. Debido a la controversia que existía en los foros españoles, le llegaron a preguntar al propio Jeff Smith en su blog, respondiendo que desconocía que Dude Comics siguiera publicando el cómic pues hacía mucho que no hablaba con ellos pero que trataría de llegar a un acuerdo con Astiberri para que publicaran los nueve números que faltaban aunque dicho acuerdo no fue posible. 
Astiberri ha publicado la serie completa de Bone en los siguientes formatos:
- 9 tomos en cartoné con sobrecubierta basada en la edición en color de 2006 de Scholastic:

| # | Título                                                                           | Publicación | ISBN                   |
| - | -------------------------------------------------------------------------------- | ----------- | ---------------------- |
| 1 | Lejos de Boneville (Out from Boneville)                                          | 2006        | ISBN 978-84-935088-9-0 |
| 2 | La gran carrera de vacas (The Great Cow Race)                                    | 2006        | ISBN 978-84-935385-0-7 |
| 3 | Los ojos de la tormenta (Eyes of the Storm)                                      | 2007        | ISBN 978-84-935385-6-9 |
| 4 | El matadragones (The Dragonslayer)                                               | 2007        | ISBN 978-84-96815-28-5 |
| 5 | Rock Jaw: Señor de la frontera oriental (Rock Jaw: Master of the Eastern Border) | 2007        | ISBN 978-84-96815-37-7 |
| 6 | La cueva del anciano (Old Man's Cave)                                            | 2008        | ISBN 978-84-96815-50-6 |
| 7 | Círculos fantasma (Ghost Circles)                                                | 2008        | ISBN 978-84-96815-68-1 |
| 8 | Buscadores de tesoros (Treasure Hunters)                                         | 2008        | ISBN 978-84-96815-73-5 |
| 9 | La corona de cuernos (Crown of Horns)                                            | 2009        | ISBN 978-84-96815-84-1 |

- 3 tomos en edición de lujo cartoné estampado en oro de la versión en blanco y negro original y con multitud de extras (entrevistas, bocetos, tiras de prensa extra, portadas en color, etc.):

| # | Título             | Contenido                                                                       | Publicación | ISBN                   |
| - | ------------------ | ------------------------------------------------------------------------------- | ----------- | ---------------------- |
| 1 | El Valle           | Lejos de Boneville, La gran carrera de vacas y Los ojos de la tormenta          | 2007        | ISBN 978-84-96815-30-8 |
| 2 | Phoney contraataca | El matadragones, Rock Jaw. Señor de la frontera oriental y La cueva del anciano | 2008        | ISBN 978-84-96815-80-3 |
| 3 | Amigos y enemigos  | Círculos fantasma, Buscadores de tesoros y La corona de cuernos                 | 2009        | ISBN 978-84-92769-02-5 |

- edición de bolsillo en color (bimestral)

| # | Título                                                                           | Publicación        | ISBN                   |
| - | -------------------------------------------------------------------------------- | ------------------ | ---------------------- |
| 1 | Lejos de Boneville (Out from Boneville)                                          | Abril de 2010      | ISBN 978-84-92769-47-6 |
| 2 | La gran carrera de vacas (The Great Cow Race)                                    | Mayo de 2010       | ISBN 978-84-92769-52-0 |
| 3 | Los ojos de la tormenta (Eyes of the Storm)                                      | Julio de 2010      | ISBN 978-84-92769-60-5 |
| 4 | El matadragones (The Dragonslayer)                                               | Septiembre de 2010 | ISBN 978-84-92769-61-2 |
| 5 | Rock Jaw: Señor de la frontera oriental (Rock Jaw: Master of the Eastern Border) | Noviembre de 2010  | ISBN 978-84-92769-85-8 |
| 6 | La cueva del anciano (Old Man's Cave)                                            | Enero de 2011      | ISBN 978-84-92769-86-5 |
| 7 | Círculos fantasma (Ghost Circles)                                                | Marzo de 2011      | ISBN 978-84-15163-00-8 |
| 8 | Buscadores de tesoros (Treasure Hunters)                                         | Mayo de 2011       | ISBN 978-84-15-16301-5 |
| 9 | La corona de cuernos (Crown of Horns)                                            | Julio de 2011      | ISBN 978-84-15-16321-3 |

### Otras series publicadas
Las siguientes series están situadas antes o después de los hechos acontecidos en Bone:
- Thorn: Tales From the Lantern: Recopilatorio de 1983 cuando Jeff Smith publicaba en el periódico de la Universidad Estatal de Ohio. Actualmente está agotado. Jeff Smith no tiene interés en volver a publicarlo debido a su baja calidad y ha cedido el original a la universidad de Ohio.[22]

- Bone: Holiday Special: Cómic regalado con la revista Hero Illustrated en Estados Unidos con ocasión de la Navidad de 1993.[23]

- Bone #13 1/2: Cómic regalado con la revista Wizard en 1995 que encajaba entre los números 13 y 14 y que posteriormente fue introducido en la serie en el volumen 2. Fue publicado por Dude Comics en el Bone especial #1 en 2004[18] y por Astiberri en el volumen 2. En la edición original existía una variante de la portada con las letras en color dorado y con un certificado de autenticidad.[24]

- Bone Sourcebook: Cómic regalado por Image Comics en la Convención Internacional de Cómics de San Diego de 1995 para celebrar el paso de Bone a Image. Incluía un póster dibujado de los personajes dibujados por Jim Lee junto con los planes editoriales de Image para Bone.[25]

- Bone Reader: The making of the first trilogy: Vistazo entre bastidores a Bone con bocetos, citas de entrevistas, etc. Jeff Smith quedó muy descontento con el resultado final porque parecía un producto inacabado.[26] Fue publicado por Cartoon Books en 1996.[27]

- Stupid, Stupid Rat-Tails : Precuela de Bone, narra las aventuras de Big Johnson Bone el fundador de Boneville, publicada por Cartoon Books en el año 2000 y publicada en España por Astiberri bajo el nombre Estúpidas, estúpidas mostrorratas en el año 2007.[28]

- Rose: Es una precuela de Bone guionizada por Jeff Smith y dibujada por Charles Vess, fue publicada por Cartoon Books en el año 2002 y publicado en España por Astiberri en el año 2008.[29]

- Art of Bone: Libro con diseños de personajes, bocetos, viñetas e incluso una de las primeras historias sobre Bone de cuando el autor tenía diez años. Fue publicado por Dark Horse Comics en 2007.[30]

- Bone Happy Halloween: Cómic en color de regalo junto con la revista Previews en septiembre de 2008 que narra el encuentro con unas rat creatures.[31]

- Bone: Tall Tales: Secuela de Bone a publicar. Estará ambientada en sucesos acaecidos tras concluir la serie regular de Bone después de haber retornado a Boneville, incluirá la historia publicada solo en la revista Disney Adventures, la historia de Stupid, Stupid Rat-Tails y algunas nuevas. Está prevista su publicación en Estados Unidos en verano de 2010.[16]

- Bone: Quest for the Spark: Tres novelas que serán escritas por Tom Sniegoski y estárán ambientadas en un futuro en el que una nueva generación de Bone vuelven al «Valle», está prevista la publicación de la primera en 2011. Contarán con veinte ilustraciones de Jeff Smith.[16]

## Personajes

### FamiliaBone
- Fone Bone. El héroe de la serie, valiente e inteligente. Él y smiley bone fueron echados de Boneville por la culpa de Phoney Bone. Su libro favorito es Moby-Dick. Está enamorado en secreto de Thorn.

- Phoncible P. «Phoney» Bone. Manipulador y avaricioso, estaría dispuesto a cualquier cosa para volverse rico. Va siempre vestido con una camiseta negra con una estrella dorada. Una vez expulsado de Boneville su egoismo y afán por hacerse rico lo lleva a hacerse enemigo de todo aquel que se cruza. The Hooded one envía a las rat creatures a por él debido a que interpreta mal un suceso ocurrido tiempo atrás.

- Smiley Bone. El más alto de los tres y el menos inteligente cuestión que provoca que la gente se ponga nerviosa cuando él anda cerca. Toca un banjo de una sola cuerda y siempre está fumando un puro. Adopta a una rat creature a la que llama Bartleby.

### Personajes del Valle
- Thorn Harvestar. La nieta de Ben, esta joven es el anhelo de Fone. Al principio parece una simple granjera pero pronto se revela que es la heredera al trono de Atheia y una «veni-yan-cari». Parece tener ciertos poderes, es capaz de casi cualquier cosa si se concentra lo suficiente.

- Gran'ma Ben (Abuela Ben en España). La abuela de Thorn es una dura granjera capaz de correr a pie contra vacas y ganarles. Conforme avanza la serie se descubre que es la Reina de Atheia y que escapó a Barrelhaven con Lucius para proteger a Thorn. Su nombre real es Rose.

- Lucius Down. El dueño de la taberna de Barrelhaven en la que los Bone comienzan a trabajar para solventar unos problemas económicos. Se siente atraído por Gran'ma Ben aunque más tarde se descubre que en su juventud tuvo un affair con la hermana de esta, Briar, quien lo usó para hacer daño a la otra. Cuando Lord of the Locusts iba a matar a Gran'ma Ben se interpone muriendo en el acto.

- The Great Red Dragon (El Gran Dragón Rojo en España). Un dragón que parece haber vivido muchos años. Salva muchas veces a Fone en el último momento, siempre aparece cuando más se le necesita, pese a todo Gran'ma Ben no se fía de él aunque le confió a Thorn cuando se fue a buscar un lugar para esconderse durante la Gran Guerra. La gente del Valle no cree en dragones aunque prefieren no hablar de ello.

- Ted. Un insecto hoja. Es el primer ser vivo que se cruza con Fone en el Valle. Tiene una extraña conexión con Red Dragon y posee poderes mágicos.

### Criaturas de la montaña
- The Hooded One (El encapuchado en España). Sirviente de Lord of the Locusts y superior de Kingdok. Al principio parece ser un guerrero «veni-yan-cari» pero después se descubre que es Briar Harvestar la hermana de Gran'ma Ben. Briar siempre se había sentido inferior a su hermana. En la época de la Gran Guerra cuando las rat creatures atacaron traicionó a la familia real llevándolos de cabeza a las rat creatures. Cuando el Rey, el padre de Thorn, se dio cuenta la mató con una guadaña, Briar fue poseída y resucitada por un enjambre de langostas y ahora porta la guadaña como arma. Briar muere cuando Lord of the Locusts iba a matar a Gran'ma Ben.

- Kingdok. Una rat creature gigante que ostenta el mando sobre todas las rat creatures y que está al servicio de Lord of the Locusts. Es egotista y cruel, pero es frecuentemente manipulada por The Hooded One debido a su superstición. Siempre lleva un bastón dorado hasta que Thorn le corta el brazo derecho tiempo antes de morir.

- The Rat Creatures (Mostrorratas en España). Seres con aspecto de rata gigante con poca inteligencia y que están al mando de Kingdok. Tienen aspecto fiero pero son sumamente cobardes. Fone se encontrará a lo largo de las series con las dos mismas rat creatures, de sus andanzas con ellas surgirá la frase “estúpidas, estúpidas mostrorratas”.

- Bartleby. Un rat creature recién nacido que es adoptado por Smiley Bone aunque transcurrido cierto tiempo se marcha de vuelta con las demás para terminar volviendo con los Bone. Al contrario que las demás rat creatures tiene orejas redondas, debido a que al resto de rat creatures se las cortan cuando son pequeñas pero Bartleby huyó antes de que esto ocurriera. Su huida fue tras cortarle la cola, ya que las rat creatures tienen la creencia que si no les cortan la cola una especie de «bogeyman» (hombre del saco en España) llamado «The Jekk» se los llevará arrastrándolos por la cola mientras duermen. En la precuela Stupid, Stupid, Rat-Tails se descubre que 'Big Johnson Bone' es este hombre del saco.[28]

- Roque Ja. León de las montañas muy grande que permanece neutral en el conflicto entre los humanos y Lord of the Locusts, es el señor de la frontera oriental.

### Otros
- The Lord of the Locusts (Señor de las Langostas en España). El señor oscuro de la saga, aunque no aparece explícitamente en la historia ya que es un espíritu atrapado dentro de una montaña que se aparece a su subalterno Hooded One como un enjambre de langostas.

- Veni-Yan. Clan de monjes encapuchados que genera desconfianza entre las gentes del valle quienes los llaman «stick-eater» («comepalos» en España).

## Premios
La serie ha recibido multitud de premios, entre los más importantes:
- Premio Eisner 1993, Estados Unidos, mejor publicación de humor[5]
- Premio Russ Manning 1993, Estados Unidos, mejor nuevo valor[32]
- Premio Diamond Distributor’s Gem 1994, Estados Unidos, producto vanguardia del año[33]
- Premio Genie 1994, mejor serie continuada[33]
- Premio Eisner 1994, mejor historia serializada[5]
- Premio Eisner 1994, mejor serie continuada[5]
- Premio Eisner 1994, mejor Escritor/Artista: Humor[5]
- Premio Eisner 1994, mejor publicación de humor[5]
- Premio Harvey 1994, Estados Unidos, mejor dibujante (escritor/artista)[6]
- Premio Harvey 1994, premio especial humor[6]
- Premio Harvey 1994, mejor novela gráfica de trabajos ya publicados[6]
- Premio Comic Speedline 1995, Alemania, mejor nuevo artista
- Premio Comic Speedline 1995, mejor novela gráfica
- Premio Eisner 1995, mejor publicación de humor[5]
- Premio Eisner 1995, mejor Escritor/Artista: Humor[5]
- Premio Eisner 1995, mejor serie continuada[5]
- Premio Harvey 1995, mejor dibujante (escritor/artista)[7]
- Premio Fauve D’Or 1996, Francia, mejor álbum extranjero[33]
- Premio National Cartoonists Society, 1995, Estados Unidos, mejor comic book[34]
- Prix Vienne 1995, Austria, libro del año[33]
- Premio Adamson 1996, Suecia, mejor comic book[35]
- Premio Fumo Di China 1996, Italia, mejor personaje[33]
- Premio Harvey 1996, mejor dibujante (escritor/artista)[8]
- Premio National Cartoonists Society, 1996, mejor comic book[34]
- 1997, incluido en el «Paseo de la fama de los dibujantes» de Georgia, Estados Unidos[33]
- Premio Harvey 1997, mejor dibujante (escritor/artista)[9]
- Premio Lucca Comics & Games 1997, Italia, mejor dibujante extranjero[33]
- Premio Eisner 1998, mejor Escritor/Artista: Humor[5]
- Premio Expocomic 1998, España, mejor cómic de origen extranjero[33]
- Premio Lempi International 1998, Finlandia, mejor dibujante internacional[36]
- Premio Harvey 1999, mejor dibujante (escritor/artista)[10]
- Premio Sproing, 1999, Noruega, mejor serie de origen extranjero[37]
- Premio Yellow Kid 1999, Italia, mejor autor[33]
- Premio Harvey 2000, mejor dibujante (escritor/artista)[11]
- Premio Sproing 2000, mejor serie de origen extranjero[37]
- Premio Inkpot 2001, Estados Unidos, logros realizados en artes gráficas[38]
- Premio Harvey 2003, mejor dibujante (escritor/artista)[12]
- Premio Eagle 2004, Reino Unido, cómic en blanco y negro favorito[39]
- Premio Eisner 2005, mejor Álbum: reimpresión[5]
- Premio Harvey 2005, mejor dibujante (escritor/artista)[13]
- Premio Harvey 2005, mejor novela gráfica de trabajos ya publicados[13]

## Otros medios

### Animación
En 1998 Nicklodeon adquirió los derechos para producir una película de Bone. En 2002 Jeff Smith anunció que el acuerdo había caducado sin hacerse la película debido a desavenencias en el guion ya que Nickelodeon consideraba que la película debía tener un enfoque infantil y que querían incluir alguna canción pop de Britney Spears o 'N Sync.
El 13 de marzo de 2008 se anunció que se había alcanzado un acuerdo con Warner Bros. para adaptar Bone en película.

### Figuras de acción
Cartoon Books lanzó una serie de figuras en PVC bajo el nombre Phoney’s Big Bone Hunt. Había cinco figuras distintas Fone, Smiley, Phoney, Lucius, Rat Creature y un Stick Ester, pero hasta que no se abrían no se sabía cual era. Existían cien Fone de edición limitada de color dorado.
En 1994 Dark Horse sacó una figura de Fone Bone diseñada por Randy Bowen limitada a dos mil quinientas unidades. Posteriormente en 2006 sacó una edición de lujo de Fone limitada a quinientas cincuenta unidades.
Este escultor volvería a hacer una serie de estatuas de Bone de la mano de Graphitti Designs produciendo en 1996 la figura de Red Dragon limitada a dos mil ejemplares y en 1997 Smiley Bone limitada a dos mil quinientos ejemplares.
En 1998 la compañía de juguetes ReSaurus produjo dos series de figuras de Bone, la primera serie mostraba a Fone Bone, Thorn, Smiley Bone y una Rat Creature. Tres años después se lanzó la serie dos que incluía las figuras de Gran'ma Ben, Phoney Bone, The Hooded One, y una edición de lujo de Kingdok, además se lanzaron dos figuras exclusivas para el catálogo Previews Hooded One (luce en la oscuridad) y Phoney Bone vestido de capitán Ahab en Moby-Dick.
En 1999 Cartoon Books realizó su primera línea de estatuas con el escultor Tony Cipriano produciendo las estatuas de Warrior Thorn limitada a mil quinientos ejemplares, en el año 2000 Phoney Bone: Dragonslayer limitada a mil unidades y en 2001 unas estatuas sujetalibros de Fone y una rat creature limitada a quinientos ejemplares.

### Videojuegos
El 21 de febrero de 2005 Cartoon Books y Telltale Games anunciaron un acuerdo para producir un videojuego de aventuras para PC basado en los distintos volúmenes de Bone publicados. En 2005 fue lanzado el primero Bone: Out from Boneville y en 2006 fue lanzado el segundo Bone: The Great Cow Race
En 1997 Vanbrio Entertainment lanzó la versión para Macintosh del episodio 1 de PC.
En una entrevista concedida por Dave Grossman, director de diseño de Telltales, el 17 de noviembre de 2009 anunciaba que el acuerdo con Cartoon Books había caducado y no iban a sacar más juegos de Bone.